# Ogier (kráter)
Ogier je kráter na Saturnově měsíci Iapetus ležící v severní oblasti Roncevaux Terra. Nomenklatura kráterů na Iapetu čerpá z francouzských chansons de geste, tento je tak pojmenován podle rytíře/paladina Ogiera Dánského ve službách franského krále Karla Velikého v Písni o Rolandovi. Název tohoto a dalších kráterů na Iapetu byl schválen Mezinárodní astronomickou unií v roce 1982 na základě snímků z americké kosmické sondy Voyager 2.
Ogier má průměr 100 km. Jeho střední souřadnice na měsíci jsou 42°30′ S a 275°06′ Z. Severně leží menší kráter Almeric, severovýchodně srovnatelně velký kráter Charlemagne. 